# Ancestry.com
Ancestry.com LLC és una empresa privada on-line amb seu a Lehi, Utah. És la major companyia de genealogia amb ànim de lucre del món i opera una xarxa de llocs genealògics, registres històrics i genealogia genètica.